# Amor, honor y poder
Amor, honor y poder es la primera comedia conocida de  Calderón de la Barca. Calderón estrenó esta obra en el viejo Alcázar de Madrid, el 29 de junio de 1623, a la edad de veintitrés años.
La obra fue representada por primera vez por la compañía cómica de Juan Acacio Bernal durante la inesperada estancia en Madrid del príncipe de Gales, Carlos Estuardo, en 1623. Cuenta la historia legendaria del rey Eduardo III de Inglaterra y sus amores con la condesa de Salveric, esto es, de Salisbury, casada con el capitán Guillermo de Montacute. La fuente es la novela de Diego de Agreda y Vargas Eduardo, rey de Inglaterra, incluida en sus Novelas morales, útiles por sus documentos (1620), pero es en realidad una traducción de otra novela del itaniano Mateo Bandello. En la obra se juega además con el paralelismo entre las situaciones y la historia de la violación de Lucrecia por el rey de Roma Lucio Tarquinio el Soberbio. Existe edición crítica moderna de Zaida Vila Carneiro (2017).